# Trandolapril
A trandolapril egy ACE-gátló gyógyszer, melyet magas vérnyomás kezelésére használnak. Az Abbott Laboratories cég gyártja Mavik® néven.

## Gyógyszerhatás
A trandolapril egy prodrug mely a szervezetben észterhasadással trandolapriláttá alakul. Az antihipertenzív hatást a renin-angiotenzin-aldoszteron rendszerre hatva fejti ki. A trandolapril felezési ideje kb. 6 óra, a trandolapriláté kb. 10 óra. A trandolaprilát 8-szor hatásosabb az anyavegyületnél.

## Hatásmechanizmus
A trandolapril az angiotenzin konvertáló enzim (ACE) kompetitív gátlásával hat, amelynek fontos szerepe van a renin-angiotenzin rendszer és a vérnyomás szabályozásában.

## Mellékhatások
A lehetséges mellékhatások: hányinger, hányás, hasmenés, fejfájás, száraz köhögés, szédülés, alacsony vérnyomás, fáradtságérzés.

## Készítmények
- Gopten (Abbott)
- Tarka (Abbott)

## Külső hivatkozások
- Mavik (PDF from manufacturer's website)
- Tarka Archiválva 2012. szeptember 16-i dátummal a Wayback Machine-ben (PDF from manufacturer's website)
- Trandolapril (patient information)
- Trandolapril Information - rxlist.com (Rxlist.com, The Internet Drug Index)
- Trandolapril Information - rxlist.com (Rxlist.com, The Internet Drug Index)